# Cayubaba jezik
Cayubaba jezik (ISO 639-3: cyb; cayuvava, cayuwaba), indijanski jezik koji po nekim jezikoslovcima čini samostalnu istoimenu porodicu; po drugima izolirani jezik kojim su nekada govorili pripadnici plemena Cayuvava u bolivijskom departmanu Beni.
Više nema živih govornika a pleme se služi španjolskim [spa] jezikom; etnička pripadnost 794 (Adelaar 2000). Ruhlen (1991) ga klasificira u veliku ekvatorijalnu porodicu.

## Vanjske poveznice
- Ethnologue (14th)
- Ethnologue (15th)